# De glasharmonica (film)
De Glasharmonica (Russisch: Стеклянная гармоника, Stekljannaja garmonika) is een animatiefilm uit 1968 van de Russische cineast Andrej Chrzjanovski. De muziek werd verzorgd door Alfred Schnittke. Een glasharmonica komt echter niet in de film voor; wel een muziekinstrument van glas.

## Film
De animatiefilm is een allegorie. In een door materialisme overheerste maatschappij is de menselijke factor geheel weg. Alles draait om bezit en geld. In het dorp arriveert een bespeler van de glasharmonica, een uiterst gevoelig instrument, dat zowel tederheid als verschrikking kan weergeven. In dit geval brengt het het gevoel terug bij de mensen. De geschiedenis wordt weergegeven door het herstel van de kerkklokken, bij de ontaarding waren dit de eerste zaken die buiten werking werden gesteld. Het einde van de film laat weer "normale" mensen zien.
De film van ongeveer 19 minuten kwam toch niet door de Sovjet filmkeuring heen. Het verhaal gaat dat zij vreesden dat de film juist andersom geïnterpreteerd zou worden. In een totalitair systeem wordt de menselijke factor opnieuw geïntroduceerd en de mensen willen meer vrijheid. Deze mening kan gestaafd worden door de Jezus-achtige figuur die de glasharmonicaspeler weergeeft. Religie werd in de Sovjet-Unie onderdrukt. De maker van de film hield de film achter en maakte na deze animatiefilm nog anderen, waarvoor Schnittke ook de muziek schreef.

### Animaties
De animaties hebben veel weg van de filmpjes van Terry Gilliam van Monty Python's Flying Circus. Sommige figuren doen denken aan de schilderijen van Salvador Dalí. Een andere overeenkomst die in het oog springt is dat met de animatiefilms behorend bij Money (man met bolhoed) en Welcome to the Machine van Pink Floyd.

## Muziek
De muziek is tijdens de gehele animatiefilm aanwezig en loopt (bijna) parallel met het verhaal. Schnittke lag ook regelmatig overhoop met de Russische autoriteiten. Hij wilde moderne muziek schrijven, maar dat werd niet altijd gewaardeerd. Om aan voldoende geld te komen componeerde hij filmmuziek voor talloze films. Deze soundtrack moet waarschijnlijk meer gezien worden als een vriendendienst.
De glasharmonica is een erg breekbaar muziekinstrument en wordt in de film zelf niet gebruikt. De klank wordt nagebootst door de wat steviger (en waarschijnlijk meer voorhanden zijnde) celesta, harp en een prepared piano. Tevens zijn te horen de ijzingwekkende en zweverige klanken van de theremin en de ekvodin, de Russische versie van de synthesizer. Daarnaast nog de Ionika (een elektrische accordeon) en een elektrische gitaar.
De muziek loopt muzikaal ook parallel aan de film en kan dus eenzelfde aanklacht verbeelden. Zodra de glasharmonicaspeler in beeld is wordt barokachtige muziek gespeeld. Als het symbool voor onderdrukking (welke dan ook) in beeld is, klinkt de muziek als de klassieke muziek van de 20e eeuw, die toentertijd erg getheoretiseerd was (denk aan twaalftoonstelsel, serialisme etc.). Voor het terugbrengen van de menselijke factor wordt het BACH-motief gebruikt. Schnittke zou nog voor vijf andere films van deze regisseur muziek schrijven.

### Orkestratie
- 4 dwarsfluiten, 2 hobo's, 4 klarinetten, 3 fagotten,
- 4 hoorn, 4 trompetten, 4 trombones, 1 tuba
- pauken, percussie, waaronder buisklokken, woodblock, vibrafoon, grote trom, zweep; elektrische gitaar, basgitaar, harp, celesta, klavecimbel, piano, elektrisch orgel
- strijkinstrument

### Discografie
- Uitgave Capriccio: Rundfunk-Sinfonieorchester Berlin o.l.v. Frank Strobel (en bron voor muziek)